# Уитмор, Джеймс
Джеймс Уитмор (англ. James Whitmore; 1 октября 1921 — 6 февраля 2009) — американский актёр, обладатель премий «Золотой глобус», «Тони» и «Эмми», а также дважды номинант на премию «Оскар».

## Биография
Джеймс Аллен Уитмор Мл. родился 1 октября 1921 года в городе Уайт-Плейнс, штат Нью-Йорк, в семье комиссионного чиновника Джеймса Аллена Уитмора Ст. и его жены Флоренс Белль (урождённой Крейн). Он окончил Среднюю школу в городе Амхерст, а затем поступил в Йельский университет, где состоял в братстве «Черепа и кости». Во время Второй мировой войны Джеймс служил в Корпусе морской пехоты США.
После окончания войны началась актёрская карьера Джеймса на Бродвее. Первой его ролью стал сержант в постановке «Командное решение», за роль которого он удостоился премии «Тони» в номинации «Лучший начинающий актёр». Первая основная роль в кино у Уитмора была в фильме 1949 года «Поле битвы», где он сыграл сержанта Кинни. Эта роль принесла ему премию «Золотой глобус», а также номинацию на «Оскар» в качестве лучшего актёра второго плана. Фильм стал большим успехом для Джеймса, после которого началась его активная карьера в кино. В последующие годы он появился в таких фильмах, как «Асфальтовые джунгли» (1950), «Целуй меня, Кэт» (1953), «Они» (1954), «Оклахома!» (1955), «Ружья великолепной семёрки» (1969), «Тора! Тора! Тора!» (1970), а также в «Пошли их всех к чёрту, Гарри!» (1975), роль в котором принесла ему вторую номинацию на «Оскар».
Джеймс Уитмор также часто появлялся на телевидении. Особенно много он снимался в 1960-х годах, когда появился в качестве гостя в сериалах «Сыромятная плеть», «Бонанза», «Сумеречная зона», «Доктор Килдэр», «Бен Кейси», «Величайшее шоу на Земле», «Правосудие Берка» и многих других. Помимо этого продолжалась его карьера и на театральной сцене, где он достиг большого успеха и популярности.
Одной из последних основных ролей Джеймса стал библиотекарь Брукс Хатлен в фильме «Побег из Шоушенка» в 1994 году. В 1999 году он исполнил роль Раймонда Оза в двух эпизодах сериала «Практика», за роль которого получил «Эмми». За свой вклад в киноиндустрию Джеймс Уитмор удостоен звезды на голливудской «Аллее славы» на Голливуд-бульвар 6611.
Джеймс Уитмор был женат четыре раза. Его первой женой, на которой он женился в 1947 году, была Нэнси Мигатт. Этот брак принёс ему троих сыновей, но завершился разводом в 1971 году. С 1972 по 1979 год он был женат на актрисе Одре Линдли. После развода он вновь женился на Нэнси Мигатт, но брак снова распался спустя два года. В 2001 году его четвёртой женой стала актриса и писательница Норин Нэш.
В ноябре 2008 года у Джеймса Уитмора был диагностирован рак лёгкого и 6 февраля 2009 года в возрасте 87 лет он умер в своём доме в Малибу.

## Избранная фильмография
| Год  |   | Русское название              | Оригинальное название         | Роль                          |
| ---- | - | ----------------------------- | ----------------------------- | ----------------------------- |
| 1949 | ф | Сыщик                         | The Undercover Man            | Джордж Паппас                 |
| 1949 | ф | Поле битвы                    | Battleground                  | Кинни                         |
| 1950 | ф | Асфальтовые джунгли           | The Asphalt Jungle            | Гас Минисси                   |
| 1951 | ф | Алый знак доблести            | The Red Badge of Courage      | рассказчик                    |
| 1952 | ф | Потому что ты моя             | Because You’re Mine           | сержант Баттерсон             |
| 1953 | ф | Девушка, у которой было всё   | The Girl Who Had Everything   | Чарльз «Чико» Менлоу          |
| 1953 | ф | Целуй меня, Кэт               | Kiss Me Kate                  | Слаг                          |
| 1954 | ф | Они!                          | Them!                         | сержант Бен Питерсон          |
| 1955 | ф | Оклахома!                     | Oklahoma!                     | Эндрю Карнс                   |
| 1956 | ф | Преступность на улицах        | Crime in the Streets          | Бен Вагнер                    |
| 1957 | ф | Молодые не плачут             | The Young Don’t Cry           | Руди Крист                    |
| 1958 | ф | Беспокойные года              | The Restless Years            | Эд Хендерсон                  |
| 1960 | ф | Кто была та леди?             | Who Was That Lady?            | Гарри Пауэлл                  |
| 1964 | ф | Чёрный, как я                 | Black Like Me                 | Джон Финли Хортон             |
| 1968 | ф | Планета обезьян               | Planet of the Apes            | президент Ассамблеи           |
| 1968 | ф | Миллионы Мадигана             | Madigan’s Millions            | старший инспектор Чарльз Кейн |
| 1969 | ф | Ружья великолепной семёрки    | Guns of the Magnificent Seven | Ливай                         |
| 1970 | ф | Тора! Тора! Тора!             | Tora! Tora! Tora!             | адмирал Уильям Ф. Холси       |
| 1972 | ф | Земля Чато                    | Chato’s Land                  | Джошуа Эверетт                |
| 1973 | ф | Харрадский эксперимент        | The Harrad Experiment         | Филип Тенхаузен               |
| 1974 | ф | Цветок красного папоротника   | Where the Red Fern Grows      | Билли Колман                  |
| 1975 | ф | Пошли их всех к чёрту, Гарри! | Give ’em Hell, Harry!         | Гарри С. Труман               |
| 1977 | ф | Змеиное яйцо                  | Das Schlangenei               | священник                     |
| 1980 | ф | Первый смертный грех          | The First Deadly Sin          | доктор Сенфорд Фергюсон       |
| 1987 | ф | Чокнутые                      | Nuts                          | судья Стэнли Мердок           |
| 1994 | ф | Побег из Шоушенка             | The Shawshank Redemption      | Брукс Хатлен                  |
| 1997 | ф | Реликт                        | The Relic                     | доктор Альберт Фрок           |
| 2001 | ф | Мажестик                      | The Majestic                  | Стэн Келлер                   |

## Награды и номинации
| Награда        | Год  | Категория                                         | Название работы               | Результат |
| -------------- | ---- | ------------------------------------------------- | ----------------------------- | --------- |
| Оскар          | 1950 | Лучшая мужская роль второго плана                 | Поле битвы                    | Номинация |
| Оскар          | 1976 | Лучшая мужская роль                               | Пошли их всех к чёрту, Гарри! | Номинация |
| Золотой глобус | 1950 | Лучшая мужская роль второго плана в кинофильме    | Поле битвы                    | Победа    |
| Золотой глобус | 1976 | Лучшая мужская роль в драматическом фильме        | Пошли их всех к чёрту, Гарри! | Номинация |
| Эмми           | 2000 | Лучший приглашённый актёр в драматическом сериале | Практика                      | Победа    |
| Эмми           | 2003 | Лучший приглашённый актёр в драматическом сериале | Мистер Стерлинг               | Номинация |
| Тони           | 1948 | Лучший начинающий актёр                           | Командное решение             | Победа    |